# Paolo Brambilla
Paolo Brambilla (Milà, 1786 - 1838) fou un compositor italià.
Estudià en el Conservatori de Nàpols. És conegut sobretot com a progenitor d'una dilatada família d'artistes, cèlebres en la seva major part.
Escriví les òperes següents: 
- L'Apparenza inganna,
- Il barone burlato,
- L'Idolo Birmond.
- Il Carnevale di Venèzia,

A més va compondre la música dels balls: 
- Acbar,
- Gran Mogol,
- Saffo,
- Otello,
- Capriccio e buon cuore,
- Giovanna d'Arco,
- Il Tromfo dell'amore filiale,
- Camma,
- Il Paria,

Els quals es representaren a La Scala de Milà.
Va escriure també moltes composicions religioses i nombroses col·leccions de romances i àries italianes.